# Ordine del Karabakh
L'Ordine del Karabakh è un'onorificenza azera. Essa è stata creata per celebrare la vittoria del paese nella seconda guerra del Nagorno-Karabakh.

## Storia
L'11 novembre 2020, il Presidente dell'Azerbaigian İlham Əliyev, in un incontro con i militari azeri feriti che avevano preso parte alla seconda guerra del Nagorno-Karabakh, ha affermato che sarebbero state istituiti nuovi ordini e medaglie per premiare civili e militari che avevano dimostrato "eroismo sul campo di battaglia e nelle retrovie e si sono distinti in questa guerra". Nell'occasione ha proposto i nomi di questi ordini e medaglie.
Il 20 novembre 2020 l'Assemblea nazionale della Repubblica dell'Azerbaigian ha presentato un progetto di legge sugli emendamenti alla legge della Repubblica dell'Azerbaigian "Sull'istituzione di ordini e medaglie della Repubblica dell'Azerbaigian" in relazione all'istituzione di ordini e medaglie in occasione della vittoria nella guerra del Nagorno Karabakh del 2020. La legge è stata approvata in prima lettura  il 26 novembre 2020.

## Assegnazione
L'Ordine viene assegnato per premiare il coraggio dimostrato nella distruzione della manodopera e dell'equipaggiamento del nemico, nonché nell'esercizio delle funzioni ufficiali in condizioni di reale minaccia alla vita durante la liberazione dei territori occupati e il ripristino dei confini statali dell'Azerbaigian.

## Insegne
- Il distintivo è costituito da una piastra ovale in oro 900 carati. La parte superiore ha la forma di un nastro avvolto ad entrambe le estremità. Su di esso è incisa la parola "QARABAĞ". All'interno, su fondo smaltato di verde scuro, è raffigurata una composizione di un elmo, due spade incrociate, una mezzaluna e una stella. A sinistra e a destra dalla composizione vi sono dei rami di quercia. Tutti gli elementi e le iscrizioni sono in rilievo. Il retro dell'ordine ha una superficie liscia, al centro della quale è inciso la serie e il numero dell'ordine.[7]

- Il distintivo è attaccato a una spilla a forma di nastro smaltata di verde scuro con due passanti per il fissaggio ai vestiti. In orizzontale sono incise delle lance e al centro è presente una targa circolare sulla quale è incisa una stella a otto punte. La stella è circondata da corone di alloro.[7]